# Pazuzu (zespół muzyczny)
Pazuzu – austriacki zespół wykonujący muzykę dark ambient, założony w 1993 roku w Wiedniu.

## Skład zespołu

### Aktualni członkowie
- Pazuzu (Raymond Wells) – instrumenty muzyczne i śpiew (Raventhrone, Golden Dawn)

### Byli członkowie
- Protector (Richard Lederer) – instrumenty klawiszowe, śpiew (Ice Ages, Grabesmond, Summoning) (1993–1995)
- Silenius (Michael Gregor) – instrumenty klawiszowe, śpiew (Kreuzweg Ost, Amestigon, Abigor, Shadow Vale, Summoning) (1994–1995)
- Trifixion (Alexander Trondl) – śpiew (Pervertum, Trifixion, Werwolf) (1994–1995)
- Empress Lilith – śpiew (1994–1995)
- Minh Ninjao – śpiew (1994–1995)

## Dyskografia
- The Urilia Text (1994, split z Summoning)
- ...And All Was Silent (1995)
- Awaken the Dragon (1997)
- III: The End of Ages (1999)